# Conostigmus fanalensis
Conostigmus fanalensis é uma espécie de insetos himenópteros, mais especificamente de vespas pertencente à família Megaspilidae.
A autoridade científica da espécie é Graham, tendo sido descrita no ano de 1984.
Trata-se de uma espécie presente no território português.